# Vindula arsinoe
Vindula arsinoe är en fjärilsart som beskrevs av Pieter Cramer 1779. Vindula arsinoe ingår i släktet Vindula och familjen praktfjärilar. Inga underarter finns listade i Catalogue of Life.

## Bildgalleri

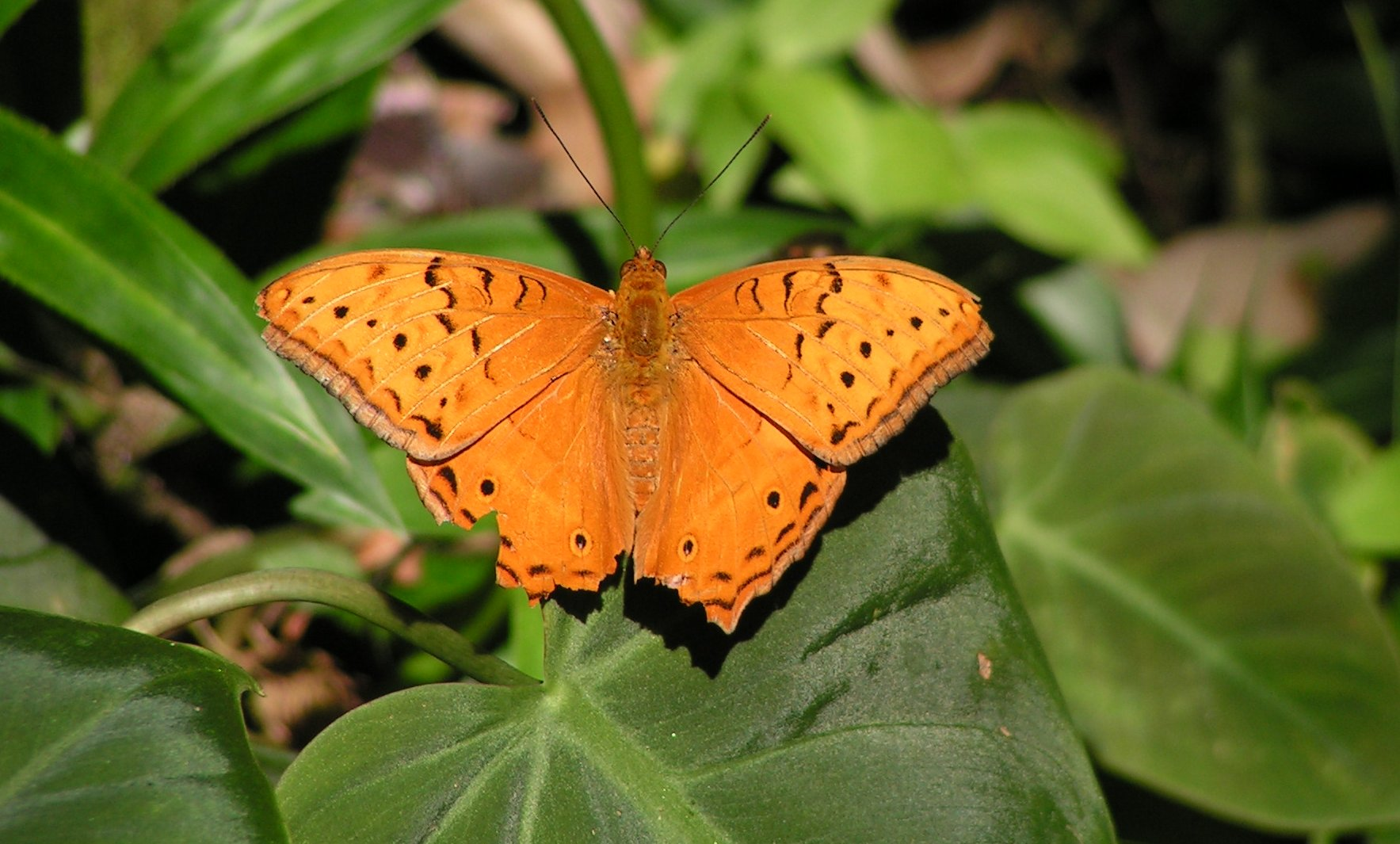
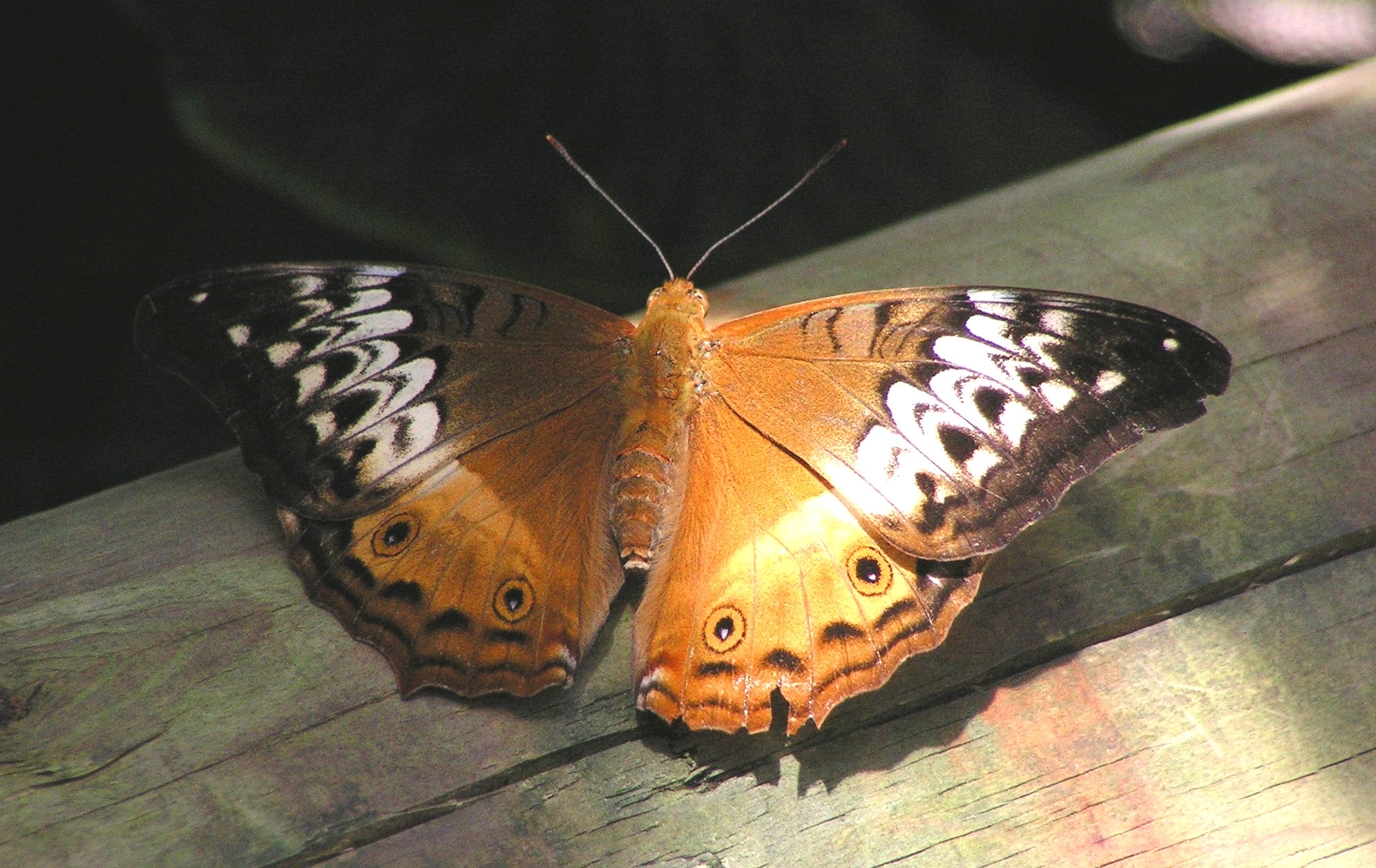